# Ann Elen Skjelbreid
Ann Elen Skjelbreid (Bergen, 13 september 1971) is een voormalig biatlete uit Noorwegen. Ze vertegenwoordigde haar vaderland op de Olympische Winterspelen 1994 in Lillehammer, de Olympische Winterspelen 1998 in Nagano en de Olympische Winterspelen 2002 in Salt Lake City.
Skjelbreid is in 2002 getrouwd met biatleet Egil Gjelland en samen hebben zij een dochter (2004). Ann Elen is de oudere zus van biatlete Liv Grete Skjelbreid, schoonzus geweest van biatleet Raphaël Poirée en de nicht van biatlete Liv Kjersti Eikeland.

## Resultaten

### Olympische Winterspelen
| Jaar | Plaats         | Resultaten                                                                               |
| ---- | -------------- | ---------------------------------------------------------------------------------------- |
| 1994 | Lillehammer    | 17e 7,5 km sprint 4e 4x7,5 km estafette                                                  |
| 1998 | Nagano         | 37e 7,5 km sprint · 34e 15 km individueel · 4x7,5 km estafette                           |
| 2002 | Salt Lake City | 38e 7,5 km sprint · 39e 10 km achtervolging · 22e 15 km individueel · 4x7,5 km estafette |

### Wereldkampioenschappen
| Jaar | Plaats           | Resultaten                                                                                               |
| ---- | ---------------- | --- |
| 1994 | Canmore          | 7,5 km ploegproef (team)                                                                                 |
| 1995 | Antholz          | 28e 7,5 km sprint · 13e 15 km individueel · 4x7,5 km estafette · 7,5 km ploegproef (team)                |
| 1996 | Ruhpolding       | 7,5 km sprint · 31e 15 km individueel · 4e 4x7,5 km estafette                                            |
| 1997 | Brezno-Osrblie   | 71e 15 km individueel · 4x7,5 km estafette · ploegproef (team)                                           |
| 1998 | Pokljuka         | 6e 10 km achtervolging                                                                                   |
| 1998 | Hochfilzen       | ploegproef (team)                                                                                        |
| 1999 | Kontiolahti      | 8e 7,5 km sprint 12e 10 km achtervolging 4e 4x7,5 km estafette                                           |
| 1999 | Oslo             | 13e 12,5 km massastart 32e 15 km individueel                                                             |
| 2000 | Oslo             | 16e 7,5 km sprint 16e 10 km achtervolging 39e 15 km individueel 5e 4x7,5 km estafette                    |
| 2001 | Pokljuka         | 10e 7,5 km sprint 9e 10 km achtervolging 13e 12,5 massastart 41e 15 km individueel 4e 4x7,5 km estafette |
| 2003 | Chanty-Mansiejsk | 42e 7,5 km sprint 40e 10 km achtervolging 31e 15 km individueel 8e 4x6 km estafette                      |
| 2004 | Oberhof          | 33e 15 km individueel                                                                                    |

### Wereldbeker
Eindklasseringen
| Seizoen   | Algemeen | Individueel | Sprint | Achtervolging | Massastart |
| --------- | -------- | ----------- | ------ | ------------- | ---------- |
| 1991/1992 | 50e      |             |        |               |            |
| 1993/1994 | 29e      |             |        |               |            |
| 1995/1996 | 13e      |             |        |               |            |
| 1996/1997 | 27e      |             |        |               |            |
| 1997/1998 | 9e       |             |        |               |            |
| 1998/1999 | 10e      |             |        |               |            |
| 1999/2000 | 34e      |             |        |               |            |
| 2000/2001 | 20e      |             |        |               |            |
| 2001/2002 | 56e      |             |        |               |            |
| 2002/2003 | 49e      |             |        |               |            |
| 2003/2004 | 53e      |             |        |               |            |